# 歐洲合唱團

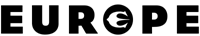
歐洲合唱團在2006－08年間的標誌

歐洲合唱團（Europe）為瑞典硬式搖滾樂團，於1979年組成，1992年解散，不過該樂團在2004年由舊有的團員重組。

## 概況
Europe前身為Force，1979年在斯德哥爾摩發起，由主唱歌手兼鍵盤手Joey Tempest、吉他手John Norum、低音吉他手Peter Olsson及鼓手Tony Reno組成。1981年，Peter Olsson離隊，Joey Tempest暫代低音吉他手，其後由John Levén代替。
1982年，Thomas Erdtman(後來成為Europe的經紀人)安排他們參加一個瑞典搖滾樂大賽，結果受到唱片公司的青睞，並安排製作了卡帶。由於他們這幾位團員都是來自歐洲，於是決定將原來的Force改為Europe。1983年，Europe發表第一張同名專輯，從此Europe的名聲很快就風靡歐洲，在經紀人的安排下，他們在瑞典展開巡迴演唱。
後來一位日本籍的娛樂記者在瑞典買了Europe的專輯，並且對專輯讚不絕口，於是將Europe的消息帶回日本，結果引起轟動，Europe輕易進軍日本市場。
1984年，第二張專輯Wings of Tomorrow登場，專輯內包含Open Your Heart與Dreamer兩首單曲。由於Joey在樂團裡是擔任主唱兼鍵盤手的工作，在演唱會中未能掌握整個會場的氣氛，所以他們決定再找一名鍵盤手，結果Mic Michaeli加入了Europe，成為歐洲合唱團的第五名團員。不過事隔沒多久，鼓手Tony Reno因表演不佳而遭辭退，於是由Ian Haugland來接替。團員人事問題已經完結後，就開始展開另一場歐洲巡迴演唱，期間Joey又寫了兩首歌叫做Rock the Night與Broken Dreams，這兩首歌收錄在下一張專輯The Final Countdown。
1986年，是Europe歌唱事業的重要里程碑，The Final Countdown是Europe銷售成績最佳的一張專輯，總共售出超過800萬張，並且高踞全球26個國家的冠軍位置。The Final Countdown及Carrie兩首歌曲也獲得最佳單曲，前者更是橫掃全球樂壇，成為樂團中的代表作。豈料John Norum基於私人理由而離開Europe，於是他們又找了Kee Marcello來接替John Norum的吉他手位置。
1987年，Europe正式進入美國市場，Europe在美國的巡迴演唱從舊金山開始展開，共走遍了23個城市，他們也是1979年以來，繼ABBA後第一支足跡遍及全美國的瑞典樂團。與他們同行的還有Def Leppard，其間還發表單曲Superstitious，這首歌收錄在他們下一張專輯Out Of This World。
1988年，第四張專輯Out Of This World發行，Europe也隨著新專輯的推出，回到歐洲進行促銷，還收錄了Open Your Heart的新版本。同年11月，Europe再展開世界巡迴演唱，12月來到台灣站，12月17、18日在台北市立體育場、12月20日在高雄中山體育場(現闢為中央公園)共舉辦三場大型演唱會。1990年，他們再前往南美及亞洲開演唱會。
Europe的第五張專輯Prisoners in paradise一直到1991年才發行，經紀人也從原來的Thomas Erdtman換成Herbie Herbert，據說這張專輯拖延這麼久才問世，是因為唱片公司希望Europe能多寫些節奏柔和的歌曲，不想有太多重節奏的歌曲。但曲風改變後的Europe似乎已不被樂迷所接受，這張專輯的銷情亦不及前幾張專輯，之後Europe再與Metallica舉行世界巡迴演唱。
1992年，Europe幾乎呈休息狀態，3月於英國樸次茅斯完成最後的巡迴演唱後，Europe的歷史就寫下休止符。之後Joey、John Levén與Kee Marcello以個人身份參與音樂活動，其他團員亦加入其他的樂團。
1998年，Europe數名團員討論樂團重組的事宜，並於1999年12月31日的2000年倒數活動中出現，更在活動中發表未來的重組大計。
2003年10月2日，Europe宣佈一連串重組的計劃，由The Final Countdown時代的團員組成。2004年，Europe發表兩首單曲Got to Have Faith及Hero，其後再推出專輯Start from the Dark。直至2005年，Europe到過歐美各地舉行演唱會。
Europe的巡迴演唱已經完結，之後就製作專輯，單曲Always The Pretenders於2006年10月11日率先發表，專輯Secret Society於10月27日發行。
2009年，Europe發表兩首單曲Last Look at Eden以及New Love in Town，其後發表專輯Last Look at Eden，於9月9日上市。

## 歌曲

### 專輯
- Europe (1983年)
- Wings of Tomorrow (1984年)
- The Final Countdown (1986年)
- Out of This World (1988年)
- Prisoners in Paradise (1991年)
- Start from the Dark (2004年)
- Secret Society (2006年)
- Last Look at Eden (2009年)
- Bag of Bones (2012年)
- War of Kings (2015年)
- Walk the Earth (2017年)

### 精選
- 1982-1992 (1993年)
- 1982-2000 (1999年)
- Rock the Night: The Very Best of Europe (2004年)

### 單曲
- Seven Doors Hotel (1983年)
- Lyin' Eyes (1983年)
- Dreamer (1984年)
- Stormwind (1984年)
- Open Your Heart (1984年)
- Rock the Night (1985年)
- On the Loose (1985年)
- The Final Countdown (1986年)[1]
- Love Chaser (1986年)
- Rock the Night - New Version (1986年)
- Carrie (1986年)
- Cherokee (1986年)
- Superstitious (1988年)
- Open Your Heart - New Version (1988年)
- Let the Good Times Rock (1989年)
- More Than Meets the Eye (1989年)
- Tomorrow (1989年)
- Prisoners in Paradise (1991年)
- I'll Cry for You (1992年)
- Halfway to Heaven (1992年)
- Sweet Love Child (1993年)
- The Final Countdown 2000 - Remix (1999年)
- Got to Have Faith (2004年)
- Hero (2004年)
- Always The Pretenders (2006年)
- Last Look at Eden (2009年)
- New Love in Town (2009年)
- Not Supposed to Sing the Blues (2012年)
- Firebox (2012年)
- Bring It All Home (2013年)

## 外部連結
- 官方網站 （页面存档备份，存于）
- europethebandtv - YouTube （页面存档备份，存于）